# 周王庙
31°21′52″N 119°49′02″E / 31.36447°N 119.81721°E
周王庙位于中国江苏省宜兴市宜城街道东庙巷东端，为纪念周处的专祠。

## 历史
始建于南唐后主李煜三年（962），最初称周孝侯庙，南宋宝庆二年（1226）加封周处为“武惠正应王”，故称周王庙，庙南侧原为其家族墓地周墓墩。
今建筑坐南朝北，中轴线上依次为牌坊式大门、戏楼、大殿孝侯殿和后殿世泽堂，大门面阔三间，其它建筑均面阔五间，门外为2000年拓建的下沉式广场，中立石碑坊，北端有“周处除三害”大型浮雕壁画。戏楼为1994年重建，两层硬山顶，南侧中部出歇山顶戏台一间，东西两侧有南北向两层厢房兼看楼各三间。大殿为明嘉靖四十五年（1566）重建，歇山顶，殿内塑有周处坐像，两侧山墙绘以射虎斩蛟图，北侧连以廊轩五间，东西两侧隔出侧厢各一间，整座建筑柱子均为石质，显得高敞宏伟。后殿建于明代，两层硬山顶，殿内塑有周处及其家族五人立像，2000年增建两层东西耳房各三间。
庙内存有自唐至清的碑刻100余方，保存在大殿内与大殿东西两侧的碑廊中（2000年所建），大殿内多为历代重修碑记，碑廊内多为取自宜兴境内已不存的其它庙宇的碑刻，著名的碑刻包括唐元和六年（811）平西将军周府君碑、南宋淳熙四年（1177）斩蛟射虎碑、淳祐四年（1244）云龙风虎碑（以上均在大殿内），以及唐贞义女碑、宋苏东坡楚颂碑、宋李曾柏生平碑和明净云枝法帖等（以上均在碑廊内），今亦作为宜兴碑刻博物馆。